# Luka Maisuradse
Luka Maisuradse (georgisch ლუკა მაისურაძე; * 30. Januar 1998) ist ein georgischer Judoka. 2019 war er Dritter bei den Europa- und Weltmeisterschaften, 2022 wurde er Europameister und Weltmeisterschaftsdritter. 2023 gewann er seinen ersten Weltmeistertitel.

## Sportliche Karriere
Luka Maisuradse kämpfte bis 2021 im Halbmittelgewicht, der Gewichtsklasse bis 81 Kilogramm. 2017 war er Zweiter der Junioren-Europameisterschaften hinter dem Deutschen Tim Gramkow. 2018 gewann er den Titel und erkämpfte eine Bronzemedaille bei den Junioren-Weltmeisterschaften. Ende 2018 gewann er bei den georgischen Landesmeisterschaften.
2019 fanden die Europameisterschaften im Rahmen der Europaspiele 2019 in Minsk statt. Im Viertelfinale bezwang er den Briten Stuart McWatt, im Halbfinale unterlag er dem Belgier Matthias Casse. Durch den Sieg über den Italiener Antonio Esposito gewann er eine Bronzemedaille. Zwei Monate später bei den Weltmeisterschaften in Tokio unterlag er im Viertelfinale dem Ägypter Mohamed Abdelaal. Mit Siegen über den Usbeken Sharofiddin Boltaboyev und den Iraner Saeid Mollaei erkämpfte Maisuradse auch bei den Weltmeisterschaften eine Bronzemedaille. 2020 gewann er den Titel im Mittelgewicht bei den U23-Europameisterschaften. Wenige Tage später trat er bei den Europameisterschaften in Prag wieder im Halbmittelgewicht an. Nachdem er im Viertelfinale gegen seinen Landsmann Tato Grigalaschwili verloren hatte, erkämpfte er mit zwei Siegen in der Hoffnungsrunde eine Bronzemedaille.
Ende 2021 siegte Maisuradse bei den georgischen Meisterschaften im Mittelgewicht, der Gewichtsklasse bis 90 Kilogramm. Eine Woche später gewann er mit der georgischen Mannschaft den Titel bei der Mixed-Team-Europameisterschaft. Im April 2022 erreichte Maisuradse das Finale beim Grand Slam in Antalya und unterlag dann dem Kubaner Iván Felipe Silva. Einen Monat später besiegte er im Finale der Europameisterschaften in Sofia den Serben Darko Brašnjović. Fünf Monate später gewann Maisuradse im Oktober 2022 eine Bronzemedaille bei den Weltmeisterschaften in Taschkent. Ein halbes Jahr später bei den Weltmeisterschaften 2023 in Doha trafen im Finale mit Maisuradse und Lascha Bekauri zwei Georgier aufeinander, Maisuradse entschied diesen Kampf für sich.
Im März 2024 wurde Maisuradse wegen eines positiven Dopingtests suspendiert.